# 西目駅

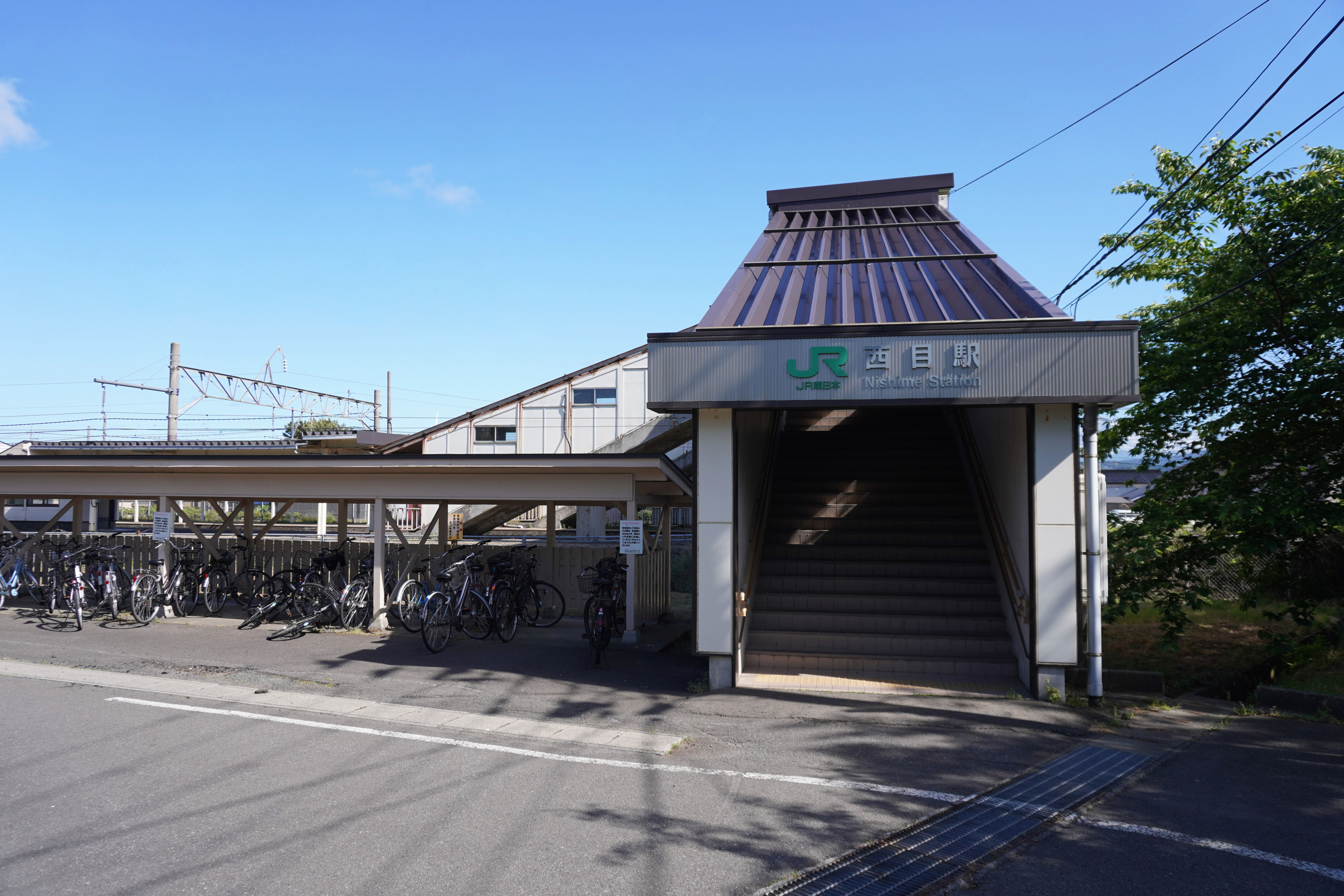
北口（2024年5月）

西目駅（にしめえき）は、秋田県由利本荘市西目町沼田字弁天前にある、東日本旅客鉄道（JR東日本）羽越本線の駅である。

## 歴史
- 1922年（大正10年）6月30日：鉄道省（国鉄）陸羽西線の駅として由利郡西目村に開業[3]。
- 1924年（大正13年）4月20日：羽越線（後の羽越本線）に所属線を変更。
- 1962年（昭和37年）10月1日：貨物取扱を廃止[5]
- 1981年（昭和56年）10月15日：荷物扱いを廃止[6]。駅員無配置駅となり[7]、簡易委託化[8]。
- 1987年（昭和62年）4月1日：国鉄分割民営化により、JR東日本の駅となる[5]。
- 2006年（平成18年）2月23日：橋上駅舎に改築[2]。自由通路を設置[2]。
- 2023年（令和5年）3月18日：由利本荘市による乗車券委託販売（簡易委託）の受託を解除し、終日無人化[4]。
- 2024年（令和6年）10月1日：えきねっとQチケのサービスを開始[1][9]。

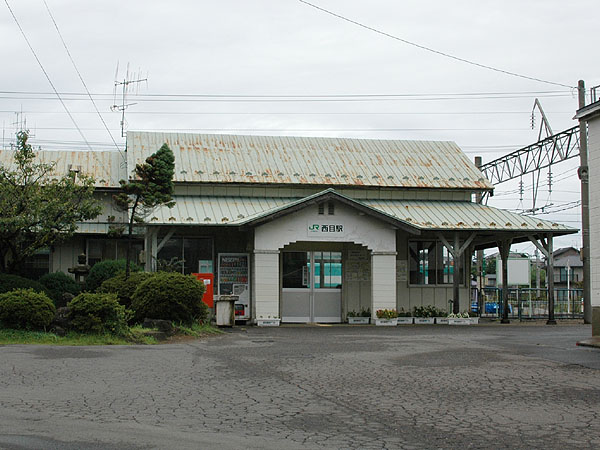
旧駅舎（2005年9月）

## 駅構造
単式ホーム1面1線と島式ホーム1面2線、計2面3線のホームを有する地上駅で、橋上駅舎を有している。互いのホームは跨線橋で連絡している。
羽後本荘駅管理の無人駅である。

### のりば
| 番線 | 路線           | 方向           | 行先           |
| ---- | -------------- | -------------- | -------------- |
| 1    | ■羽越本線      | 上り           | 酒田方面       |
| 2    | ■羽越本線      | 下り           | 秋田方面       |
| 3    | （予備ホーム） | （予備ホーム） | （予備ホーム） |

- 2017年（平成29年）11月現在、3番線に発着する定期列車はない。
- 留置線を有する。

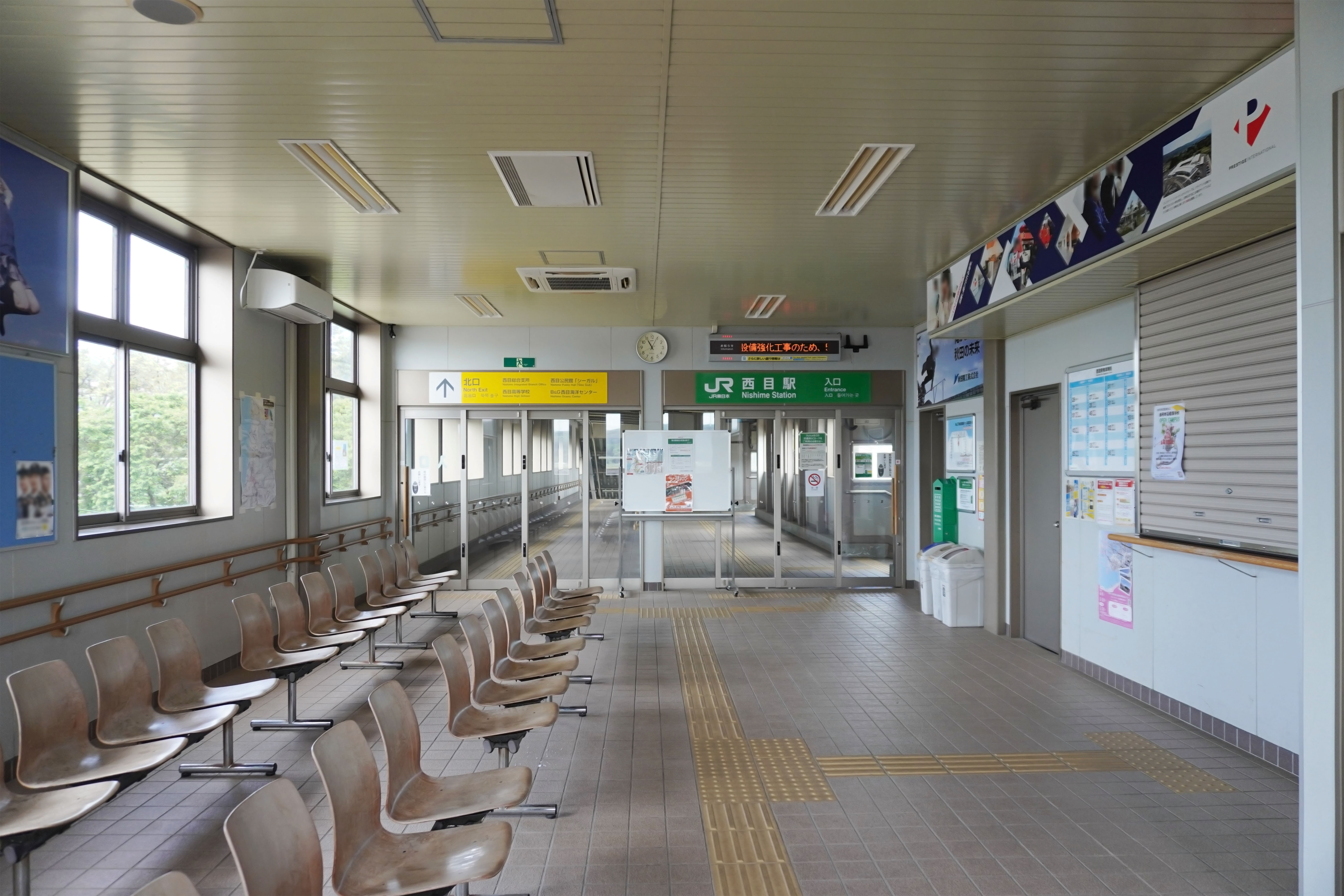
コンコース（2024年5月）
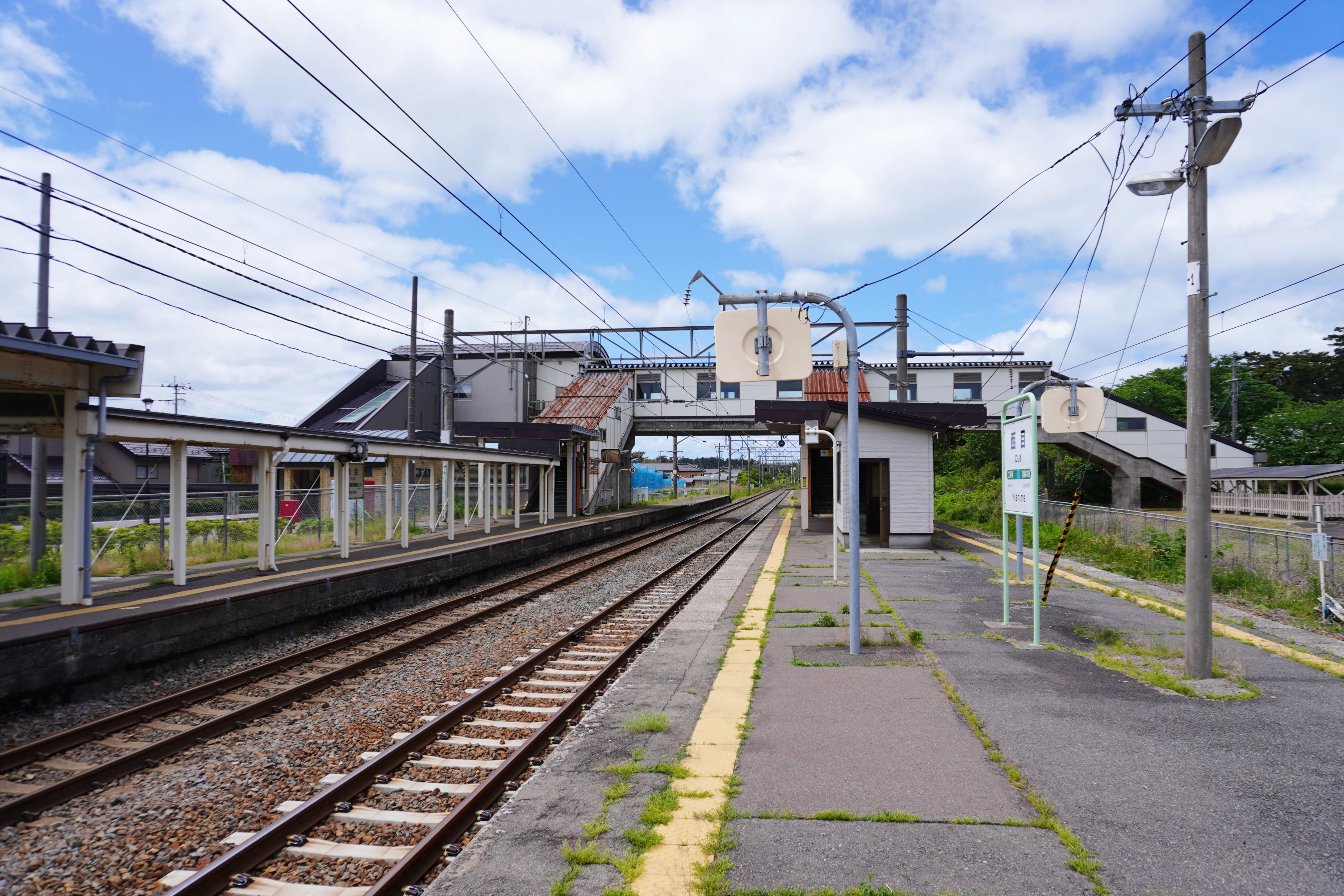
ホーム（2024年5月）

## 利用状況
JR東日本によると、2000年度（平成12年度）- 2021年度（令和3年度）の1日平均乗車人員の推移は以下のとおりであった。
| 1日平均乗車人員推移 | 1日平均乗車人員推移 | 1日平均乗車人員推移 | 1日平均乗車人員推移 | 1日平均乗車人員推移 |
| 年度                | 定期外              | 定期                | 合計                | 出典                |
| ------------------- | ------------------- | ------------------- | ------------------- | ------------------- |
| 2000年（平成12年）  |                     |                     | 575                 | [ 利用客数 1 ]      |
| 2001年（平成13年）  |                     |                     | 553                 | [ 利用客数 2 ]      |
| 2002年（平成14年）  |                     |                     | 525                 | [ 利用客数 3 ]      |
| 2003年（平成15年）  |                     |                     | 494                 | [ 利用客数 4 ]      |
| 2004年（平成16年）  |                     |                     | 449                 | [ 利用客数 5 ]      |
| 2005年（平成17年）  |                     |                     | 439                 | [ 利用客数 6 ]      |
| 2006年（平成18年）  |                     |                     | 417                 | [ 利用客数 7 ]      |
| 2007年（平成19年）  |                     |                     | 396                 | [ 利用客数 8 ]      |
| 2008年（平成20年）  |                     |                     | 384                 | [ 利用客数 9 ]      |
| 2009年（平成21年）  |                     |                     | 379                 | [ 利用客数 10 ]     |
| 2010年（平成22年）  |                     |                     | 374                 | [ 利用客数 11 ]     |
| 2011年（平成23年）  |                     |                     | 353                 | [ 利用客数 12 ]     |
| 2012年（平成24年）  | 31                  | 327                 | 359                 | [ 利用客数 13 ]     |
| 2013年（平成25年）  | 32                  | 331                 | 363                 | [ 利用客数 14 ]     |
| 2014年（平成26年）  | 31                  | 297                 | 329                 | [ 利用客数 15 ]     |
| 2015年（平成27年）  | 30                  | 303                 | 334                 | [ 利用客数 16 ]     |
| 2016年（平成28年）  | 31                  | 289                 | 320                 | [ 利用客数 17 ]     |
| 2017年（平成29年）  | 29                  | 280                 | 309                 | [ 利用客数 18 ]     |
| 2018年（平成30年）  | 29                  | 264                 | 294                 | [ 利用客数 19 ]     |
| 2019年（令和元年）  | 30                  | 260                 | 291                 | [ 利用客数 20 ]     |
| 2020年（令和02年）  | 21                  | 218                 | 239                 | [ 利用客数 21 ]     |
| 2021年（令和03年）  | 22                  | 228                 | 250                 | [ 利用客数 22 ]     |

## 駅周辺
- 秋田県立西目高等学校
- 由利本荘市役所西目総合支所（旧・西目町役場）
- 西目郵便局
- 国道7号
- 秋田県道43号本荘西目線
- YURIホールディングス
  - 由利工業
  - 秋田精工（本社工場、西目工場）

### バス路線
南口から由利本荘市コミュニティバスの路線が発着する。羽後交通の路線バスや高速バスは、駅からやや離れた「西目高校前」停留所を経由する。

## 隣の駅
東日本旅客鉄道（JR東日本）
■羽越本線
仁賀保駅 - （出戸信号場） - 西目駅 - 羽後本荘駅

### 記事本文
1. 1 2 3 4 5  「駅の情報（西目駅）：JR東日本」東日本旅客鉄道。2024年8月27日時点のオリジナルよりアーカイブ。2024年9月7日閲覧。
2. 1 2 3 4  「JR西目新駅舎が完成」『秋田魁新報』秋田魁新報社、2006年2月24日、朝刊、11面。
3. 1 2  「鐵道省告示第67号」『官報』1922年06月27日（国立国会図書館デジタルコレクション）
4. 1 2 3  「広報ゆりほんじょう No.428 令和5年 2023 1月15日 > 市内JR線駅の「乗車券類の発売」が終了します (PDF)」由利本荘市、2023年1月15日、9頁。2023年1月17日閲覧。
5. 1 2  石野哲（編）『停車場変遷大事典 国鉄・JR編 Ⅱ』（初版）JTB、1998年10月1日、564頁。ISBN 978-4-533-02980-6。
6. ↑  「日本国有鉄道公示第89号」『官報』1981年10月14日。
7. ↑  「「通報」●羽越本線本楯駅ほか5駅の駅員無配置について（旅客局）」『鉄道公報』日本国有鉄道総裁室文書課、1981年10月14日、4面。
8. ↑  「4駅が無人化に」『秋田魁新報』秋田魁新報社、1981年10月16日、朝刊、16面。
9. ↑  「Suicaエリア外もチケットレスで! 東北エリアから「えきねっとQチケ」がはじまります (PDF)」（プレスリリース）、東日本旅客鉄道、2024年7月11日。2024年8月11日閲覧。
10. 1 2  「JR東日本：駅構内図・バリアフリー情報（西目駅）」東日本旅客鉄道。2024年4月30日閲覧。

### 利用状況
1. ↑  「JR東日本：各駅の乗車人員（2000年度）」東日本旅客鉄道。2025年7月18日閲覧。
2. ↑  「JR東日本：各駅の乗車人員（2001年度）」東日本旅客鉄道。2025年7月18日閲覧。
3. ↑  「JR東日本：各駅の乗車人員（2002年度）」東日本旅客鉄道。2025年7月18日閲覧。
4. ↑  「JR東日本：各駅の乗車人員（2003年度）」東日本旅客鉄道。2025年7月18日閲覧。
5. ↑  「JR東日本：各駅の乗車人員（2004年度）」東日本旅客鉄道。2025年7月18日閲覧。
6. ↑  「JR東日本：各駅の乗車人員（2005年度）」東日本旅客鉄道。2025年7月18日閲覧。
7. ↑  「JR東日本：各駅の乗車人員（2006年度）」東日本旅客鉄道。2025年7月18日閲覧。
8. ↑  「JR東日本：各駅の乗車人員（2007年度）」東日本旅客鉄道。2025年7月18日閲覧。
9. ↑  「JR東日本：各駅の乗車人員（2008年度）」東日本旅客鉄道。2025年7月18日閲覧。
10. ↑  「JR東日本：各駅の乗車人員（2009年度）」東日本旅客鉄道。2025年7月18日閲覧。
11. ↑  「JR東日本：各駅の乗車人員（2010年度）」東日本旅客鉄道。2025年7月18日閲覧。
12. ↑  「JR東日本：各駅の乗車人員（2011年度）」東日本旅客鉄道。2025年7月18日閲覧。
13. ↑  「JR東日本：各駅の乗車人員（2012年度）」東日本旅客鉄道。2025年7月18日閲覧。
14. ↑  「各駅の乗車人員 2013年度 ベスト100以外（7）：JR東日本」東日本旅客鉄道。2025年7月18日閲覧。
15. ↑  「各駅の乗車人員 2014年度 ベスト100以外（7）：JR東日本」東日本旅客鉄道。2025年7月18日閲覧。
16. ↑  「各駅の乗車人員 2015年度 ベスト100以外（7）：JR東日本」東日本旅客鉄道。2025年7月18日閲覧。
17. ↑  「各駅の乗車人員 2016年度 ベスト100以外（7）：JR東日本」東日本旅客鉄道。2025年7月18日閲覧。
18. ↑  「各駅の乗車人員 2017年度 ベスト100以外（7）：JR東日本」東日本旅客鉄道。2025年7月18日閲覧。
19. ↑  「各駅の乗車人員 2018年度 ベスト100以外（7）：JR東日本」東日本旅客鉄道。2025年7月18日閲覧。
20. ↑  「各駅の乗車人員 2019年度 ベスト100以外（7）：JR東日本」東日本旅客鉄道。2025年7月18日閲覧。
21. ↑  「各駅の乗車人員 2020年度 101位以下（7）| 企業サイト：JR東日本」東日本旅客鉄道。2025年7月18日閲覧。
22. ↑  「各駅の乗車人員 2021年度 101位以下（7）| 企業サイト：JR東日本」東日本旅客鉄道。2025年7月18日閲覧。